# Magyargéc
Magyargéc é um município da Hungria, situado no condado de Nógrád. Tem 12,35 km² de área e sua população em 2015 foi estimada em 895 habitantes.